# Morti nel 959
| Questa pagina contiene informazioni ricavate automaticamente dalle voci biografiche con l'ausilio del template Bio e di un bot. L'aggiornamento è periodico e automatico e ricostruisce completamente la pagina. Se manca una persona in questa lista, sei pregato di non aggiungerla, ma accertati piuttosto che la sua voce biografica contenga il template Bio e che i dati anagrafici siano correttamente compilati. Se il template Bio manca, inseriscilo tu stesso o, in alternativa, metti l'avviso {{tmp\|Bio}} che ne segnala la mancanza. Se i dati riportati sono sbagliati, correggi direttamente la voce biografica; le modifiche saranno visibili in questa lista entro pochi giorni. Per chiarimenti vedi il progetto biografie. La lista contiene solo le 7 persone che sono citate nell'enciclopedia e per le quali è stato implementato correttamente il template Bio. Pagina aggiornata al 13 gen 2025. |

- 1º ottobre - Eadwig d'Inghilterra, re inglese
- 3 ottobre - Gerardo di Brogne, abate e santo belga
- 9 novembre - Costantino VII Porfirogenito, imperatore e scrittore bizantino (n. 905)
- Abu l-Aysh Ahmad, sultano
- Pietro III Candiano, politico italiano
- Elfsige I, arcivescovo anglosassone
- Manasse d'Arles, arcivescovo cattolico francese